# Juan Ferrara
Juan Félix Gutiérrez Puerta (8 de Novembro de 1943) é um ator mexicano.

## Biografia
Ferrara demonstrou seu interesse pela atuação desde muito jovem, porém conseguiu o seu primeiro trabalho apenas quando já tinha 22 anos. Em 1965 criou o nome artístico Juan Ferrara para uma pequena participação no filme Tajimara. Em 1966 atuou em seu primeiro grande filme Los Angeles de Puebla, interpretando Sonny. A partir de então Ferrara graduou-se na rede de televisão mexicana Televisa, tornando-se celebridade já em sua primeira telenovela, El Espejismo Brillaba.
Em 1970 estrelou duas telenovelas de grande sucesso em diversos países de língua espanhola: Yesenia e La Gata, essa última considerada uma das maiores telenovelas da história do México. Em 1978 Ferrara integrou outra novela de sucesso, Viviana, interpretando o personagem Julio Montesinos. Sua participação em Gabriel y Gabriela, de 1982, também é reconhecida pelo sucesso entre a crítica e os telespectadores.
Uma importante experiência em sua carreira foi quando se estabeleceu em Porto Rico para integrar a telenovela local Amanda Guzman, Culpable!, grande sucesso daquele país. A grande repercussão fez com que Ferrara voltasse a Porto Rico para gravar outra telenovela, Tanairi. Nessa telenovela Juan Ferrara foi aclamado pela crítica por seu personagem Von Mari Mendez.
De 2004 a 2006 interpretou Franco Colucci na telenovela de sucesso mundial Rebelde.
Filho da atriz Ofelia Guilmáin, Ferrara foi casado com a famosa atriz mexicana Helena Rojo. Seus dois filhos, Juan Carlos e Mauricio Bonet, também são atores.

## Filmografia

### Telenovelas
- El Espejismo Brillaba (1966)
- Los Inconformes (1968)
- Lo que no Fue (1969) Rodolfo del Lago
- Del Altar a la Tumba (1969)
- Concierto de Almas (1969)
- Yesenia (1970)
- La Gata  (1970)
- Ven conmigo (1975) - Guillermo San Domingo
- El manantial del milagro (1974) - Carlos
- Viviana (1978) - Julio Montesinos
- Ladronzuela (1978)
- El Hogar que yo Robe (1981) - Carlos Valentin Velarde
- Gabriel y Gabriela (1982)
- Amanda Guzman, Culpable! (1983)
- Tanairi (1985) - Gustavo Marquez
- La pobre señorita Limantur (1985) - Don Lazaro Ostanio
- Destino (1989) - Valdir
- Valeria y Maximiliano (1991) - Maximiliano Riva
- Valentina (1993) - Valentin Robles
- Desencuentro (1997) - Andrés Rivera
- La antorcha encendida (1997) - Don Pedro de Soto
- Infierno en el paraíso (1999) - Alejandro Valdivia
- Tu historia de amor (2003) - Ernesto San Román
- Heridas de amor (2006) - Gonzalo Heidi
- Rebelde (2004/2006) - Franco Colucci
- Pasión (2008) - Jorge Mancera y Ruiz
- Verano de Amor (2009) - Othon Villalba Limonqui
- Mar de Amor (2009/2010) - Guillermo Briceño
- La Fuerza del Destino (2011) - Juan Jaime Mondragon
- Qué bonito amor (2012) - Justo Martínez de las Garza
- Qué pobres tan ricos (2014) - Pretendiente de Minerva
- Lo imperdonable (2015) - Jorge Prado Castelo
- El hotel de los secretos (2016) - Doc. Lazaro vicario
- Cita a ciegas (2019) -  Eduardo Urrutia

### Filmes
- Tajimara (1965)
- Tirando a Gol (1965)
- La Muerte es Puntual (1965)
- Los Angeles de Puebla  (1966) como Sonny
- Esclava del Deseo (1968)
- No hay Cruces en el Mar (1968)
- Corona de Lagrimas (1968)
- 5 de Chocolate y 1 de Fresa) (1968)
- El Club de los Suicidas (1968)
- Los Problemas de Mama (1970)
- Misión Cumplida (1970)
- La Montaña Sagrada (1973)
- El Manantial del Molagro (1974)
- Ven Conmigo (1975) como Guillermo
- De Todos Modos, Juan te Llamas! (1978)
- Noche de Juerga (1979)
- Misterio (1980)
- Dos y Dos, Cinco (1980)
- Mentiras (1986) (Lies) como Alvaro Ibanez
- Victoria (1987) como Jose Eduardo